# Festival de Télévision de Monte-Carlo
Das Festival international de Télévision de Monte-Carlo (französisch für „Fernsehfestival Monte Carlo“) findet jährlich in Monte-Carlo statt. Es wurde 1961 von Fürst Rainier III. gegründet, um die neuen Kunstformen des Fernsehens zu unterstützen.
In den Wettbewerben des Festivals werden Fernsehproduktionen aus aller Welt präsentiert. Der Fernsehpreis Nymphe d’Or („Goldene Nymphe“) wird in Form einer vergoldeten Statuette jeweils in mehreren Unterkategorien der Sparten „Fernsehfilm“, „Miniserie“, „Nachrichten“, „Fernsehserien“ und „Internationale Zuschauerbeteiligung“ verliehen. Daneben gibt es verschiedene Sonderpreise. Bis einschließlich 2001 gab es auch Ehrungen in Form einer Nymphe d’Argent („Silbernen Nymphe“).

## Preisträger aus dem deutschen Sprachraum
- 1968
  - Bester Darsteller: Horst Bollmann in Das ausgefüllte Leben des Alexander Dubronski; Drehbuch: Dieter Waldmann, Regie: Thomas Fantl, Produktion: ZDF
- 1969
  - Beste zeitgeschichtliche Dokumentation:  Kampf und Untergang der Tirpitz (aus der Serie Spione, Agenten, Soldaten – Geheime Kommandos im Zweiten Weltkrieg); Janusz Piekałkiewicz, Produktion: hr
- 1980
  - Beste Regie: Rainer Erler für Fleisch; Drehbuch: Rainer Erler, Produktion: ZDF
- 1982
  - Beste Darstellerin: Angelica Domröse; Drehbuch: Frank Beyer/Klaus Poche, Regie: Frank Beyer, Produktion: WDR
- 1983
  - Bester Darsteller: Kurt Sowinetz für seine Rolle als Peter Altenberg in dem Film Der Narr von Wien, Drehbuch: Felix Mitterer, Regie: John Goldsmith, Produktion: ORF
- 2000
  - Bester Fernsehfilm: Bonhoeffer – Die letzte Stufe
- 2002
  - Bestes Drehbuch: Heinrich Breloer für Die Manns – Ein Jahrhundertroman
- 2003
  - Bester männlicher Hauptdarsteller: Götz George
- 2004
  - Beste Schauspielerin: Jeanette Hain
- 2008
  - Beste Schauspielerin: Katharina Wackernagel in Contergan
  - Bestes Drehbuch: Beate Langmaack für Guten Morgen, Herr Grothe[1]
- 2009
  - Beste Miniserie: Die Wölfe; Regie: Friedemann Fromm, Drehbuch: Christoph Fromm/Friedemann Fromm, Produktion: ZDF
  - Bester europäischer Produzent: Hofmann & Voges Entertainment für Türkisch für Anfänger
- 2010
  - Beste Schauspielerin in einer Comedyserie: Diana Amft in Doctor’s Diary
- 2011
  - Beste Schauspielerin in einer Comedyserie: Annette Frier in Danni Lowinski
- 2012
  - Bester Fernsehfilm: Der letzte schöne Tag; Drehbuch: Dorothee Schön, Regie: Johannes Fabrick, Produktion: Hager-Moss Film
  - Beste Schauspielerin: Christine Neubauer in Hannas Entscheidung
  - Bester Seriendarsteller: Henning Baum in Der letzte Bulle
- 2013
  - Beste Gesellschaftsreportage: Chronique d’Une Mort Oubliée (Chronik eines vergessenen Todes); Produktion: Point Prod/RTS, Buch und Regie: Pierre Morath
- 2014[2]
  - Bester Fernsehfilm und Spezialpreis (Prix SIGNIS): Pass gut auf ihn auf!
  - Beste Schauspielerin: Julia Koschitz in  Pass gut auf ihn auf!
  - Bester Schauspieler: Klaus Maria Brandauer in Die Auslöschung
- 2016
  - Special Prize of Prince Rainier III: Der Letzte Raubzug, ZDF/ARTE, a&o buero filmproduktion gmbh
- 2022[3]
  - Bester Fernsehfilm: Martha Liebermann – Ein gestohlenes Leben
  - Beste Darstellerin: Thekla Carola Wied (Martha Liebermann – Ein gestohlenes Leben)
- 2024
  - BetaSeries Public Prize: Helgoland 513[4]; Regie: Robert Schwentke, Produktion: UFA Fiction